# Calamus cawa
Calamus cawa är en enhjärtbladig växtart som beskrevs av Carl Ludwig von Blume. Calamus cawa ingår i släktet Calamus och familjen Arecaceae. Inga underarter finns listade i Catalogue of Life.